# Prisão de Clerkenwell
A Prisão de Clerkenwell, também conhecida como Clerkenwell House of Detention ou Middlesex House of Detention foi uma prisão em Clerkenwell, Londres, inaugurada em 1847. Mantinha presos que esperavam pelo julgamento.
Ficava na Bowling Green Lane convenientemente próxima da Middlesex Sessions House, onde os prisioneiros seriam julgados, em Clerkenwell Green ao sul.

## História
A Casa de Detenção foi construída no local de duas prisões anteriores, a Clerkenwell Bridewell para prisioneiros condenados e a Nova Prisão para aqueles que aguardam julgamento. O Bridewell fechou em 1794 e suas funções foram assumidas pela prisão de Coldbath Fields em Mount Pleasant. A Nova Prisão foi reconstruída em 1818 e em 1847, quando seu nome mudou para Casa de Detenção.
Em 13 de dezembro de 1867, seu pátio de exercícios foi alvo de uma explosão de pólvora instigada por membros da Sociedade Fenian na tentativa de ajudar na fuga de Ricard O'Sullivan Burke, um fornecedor de armas para os fenianos. A explosão matou doze espectadores e feriu 120 em Corporation Row; e o evento ficou conhecido como "Clerkenwell Outrage". Alguns dos responsáveis foram executados, com o líder Michael Barrett se tornando a última pessoa a ser executada publicamente fora da Prisão de Newgate.
A prisão foi demolida em 1890. O local foi então utilzado para a Escola Hugh Myddleton, construída em 1893 e fechada em 1971. O prédio da escola agora foi convertido em apartamentos. As abóbadas de 9.000 pés quadrados abaixo, que datam da época da prisão, e agora conhecidas como "Catacumbas de Clerkenwell", permaneceram. Eles foram reabertos como abrigos antiaéreos durante a Blitz e são abertos ocasionalmente, por exemplo, durante a Clerkenwell Design Week. Por alguns anos, os cofres foram abertos como uma atração turística. Muitos filmes foram filmados nas catacumbas.